# Arrest Wezer
Het Wezer Arrest is de roepnaam van een arrest van het Hof van Justitie van de Europese Gemeenschappen gewezen op 1 juli 2015 dat bepaalt dat projecten geen achteruitgang van de toestand van waterlopen mogen teweegbrengen.
De Duitse vereniging voor milieu- en natuurbescherming, Bund für Umwelt und Naturschutz Deutschland, kwam op tegen de goedkeuring die autoriteiten hadden verleend voor het verdiepen van gedeelten van de Noord-Duitse rivier de Wezer, dit om grotere containerschepen te laten doorvaren naar de havens Bremerhaven, Brake en Bremen. De zaak werd eerst voorgelegd aan het Bundesverwaltungsgericht, maar doordat er twijfel was of de kaderrichtlijn water (richtlijn 2000/60/EG) van toepassing was, werd de zaak voorgelegd aan het Europees Hof van Justitie. Dit leidde tot de prejudiciële beslissing van 1 juli 2015, zaak C-461/13, die later bekend werd als het Wezer Arrest. Het Hof stelde dat de Europese lidstaten hun goedkeuring voor projecten moeten weigeren wanneer dit project een achteruitgang van de toestand van een oppervlaktewaterlichaam kan veroorzaken of het bereiken van een goede toestand van het oppervlaktewater respectievelijk een goed ecologisch potentieel en een goede chemische toestand van dat water op het volgens die richtlijn relevante tijdstip in gevaar brengt. Het Hof definieerde eveneens wanneer er sprake is van een achteruitgang van de toestand.
De uitspraak van dit arrest leidde tot een nieuwe impactbeoordeling van lozingen en watercaptatie, in Vlaanderen opgesteld door VMM, en verschillende rechtszaken. Een van de eerste rechtszaken in Nederland was de vergunning voor het watersportgebied in de Binnenrotte te Rotterdam.